# Izvor (stație de metrou)
Izvor este o stație de metrou din București. În apropiere se află Parcul Izvor, Palatul Parlamentului, Facultatea de Medicină Veterinară și Parcul Cișmigiu.

## Galerie de imagini

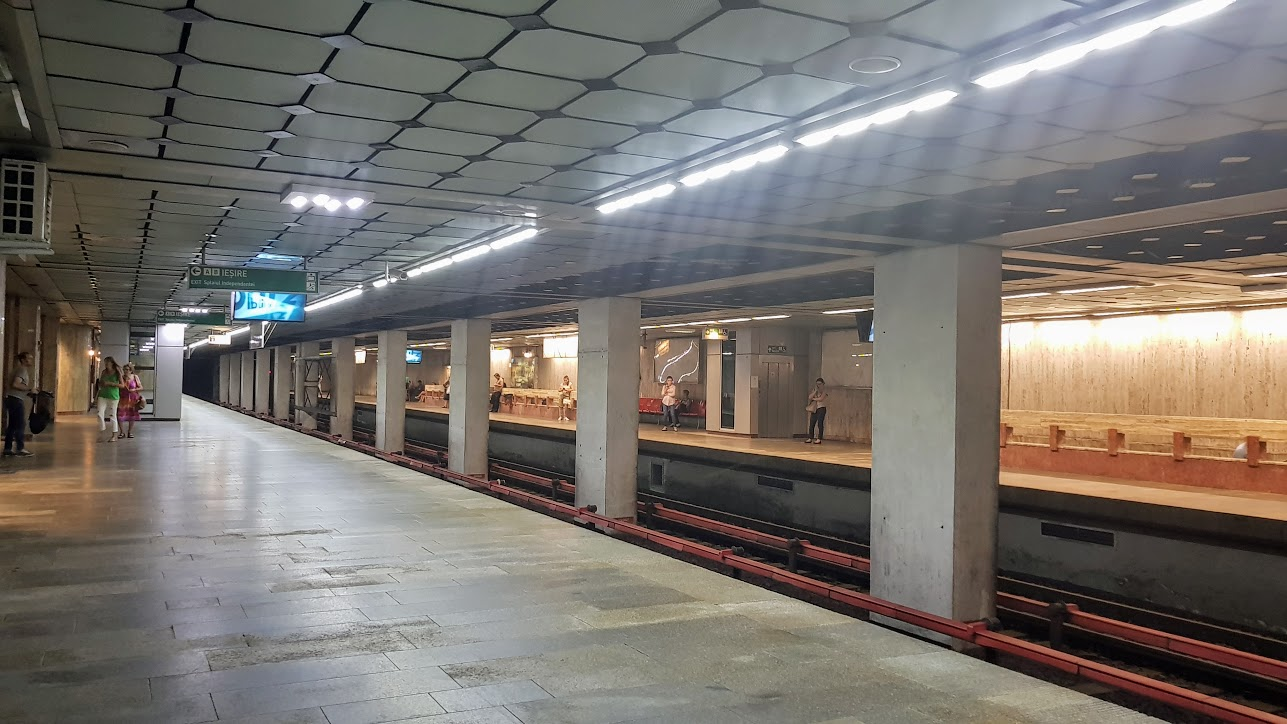
2017
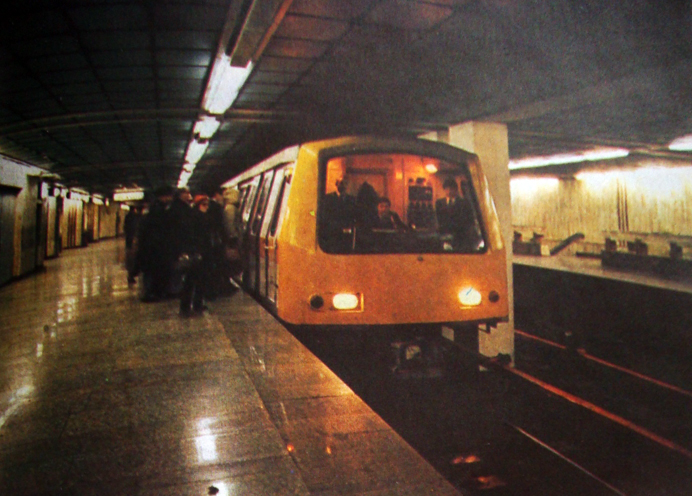